# Żelazno (gmina)
Żelazno (do 1954 Krosnowice) – dawna gmina wiejska istniejąca w latach 1973–1976 w woj. wrocławskim i woj. wałbrzyskim (dzisiejsze woj. dolnośląskie). Siedzibą władz gminy było Żelazno.
Gmina Żelazno została utworzona 1 stycznia 1973 w powiecie kłodzkim w woj. wrocławskim. W jej skład weszły obszary 7 sołectw: Krosnowice, Marcinów, Ołdrzychowice Kłodzkie, Rogówka, Romanowo, Starków i Żelazno. 
1 czerwca 1975 gmina weszła w skład nowo utworzonego woj. wałbrzyskiego.
2 lipca 1976 gmina została zniesiona przez połączenie jej terenów z dotychczasową gminą Kłodzko w nową gminę Kłodzko.